# モーディカ
モーディカ、モディカ（イタリア語: Modica, シチリア語: Muòrica）は、イタリア共和国シチリア州ラグーザ県にある都市であり、その周辺地域を含む人口約5万4000人の基礎自治体（コムーネ）。ラグーザ、ヴィットーリアに次ぎ、県内第3位のコムーネ人口を有する。

## 地理

### 位置・広がり

#### 隣接コムーネ
隣接するコムーネは以下の通り。括弧内のSRはシラクーザ県所属を示す。

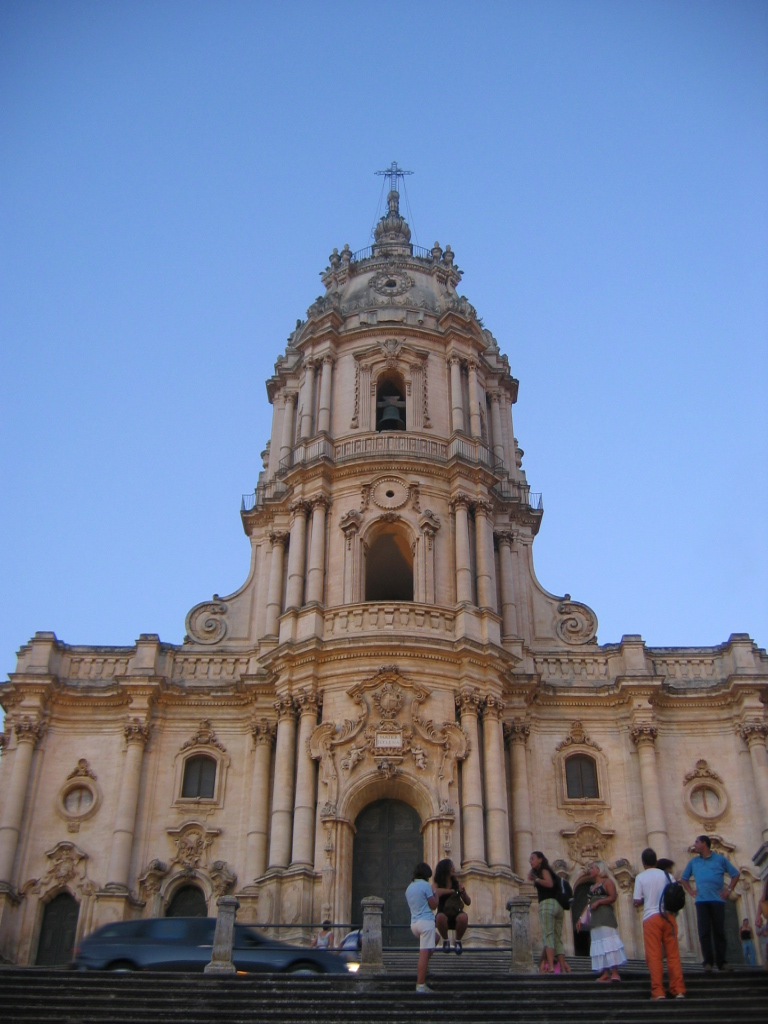
サン・ジョルジョ聖堂

- ブシェーミ (SR)
- ジャッラターナ
- イスピカ
- ノート (SR)
- パラッツォーロ・アクレイデ (SR)
- ポッツァッロ
- ラグーザ
- ロゾリーニ (SR)
- シクリ

## 行政

### 分離集落
モーディカには、以下の分離集落（フラツィオーネ）がある。
- Frigintini, Marina di Modica, Maganuco, Zappulla

## 人物

### 著名な出身者
- サルヴァトーレ・クァジモド - 小説家、ノーベル文学賞受賞者。